# Pseudogonia suspecta
Pseudogonia suspecta là một loài ruồi trong họ Tachinidae.